# Meester Theodoric
Meester Theodoric (ca. 1328 – voor 11 maart 1381) was een schilder die schilderde in de gotische kunst en in dienst was als hofschilder van Keizer Karel IV.

## Biografie
Theoderic wordt voor het eerst in de bronnen genoemd in 1359 als hij aangesteld wordt als hofschilder van Karel IV. Waarschijnlijk is hij dezelfde Theodoric die in 1348 de eerste leider wordt van het zojuist opgerichte schildersgilde van Praag. Hij werkte voor Karel IV in het Kasteel Karlstein aan de rijke decoratie van de Heilige Kruiskapel, waarvoor Theoderic rijkelijk werd betaald door Karel IV. Deze taak nam hij over van zijn voorganger Nicolaas Wurmser. Theoderic wordt gezien als een van de grondleggers van de "zachte stijl", die vrij karakteristiek was voor de schilderkunst in Centraal-Europa tijdens de late veertiende en de vijftiende eeuw.